# Vitalitate

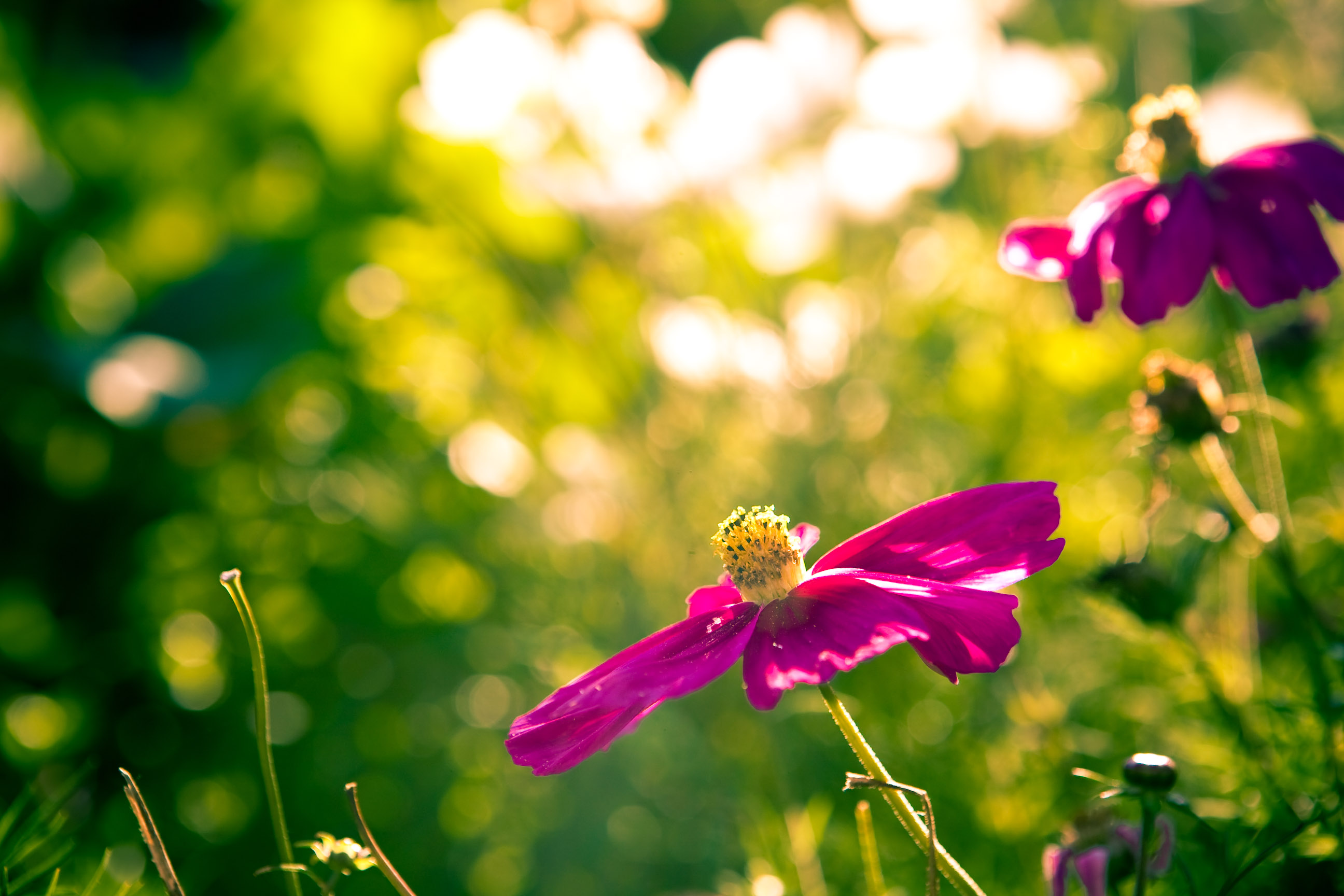
Vitalitatea înseamnă viață

Vitalitatea desemnează vigoarea, forța vitală, sănătatea, tinerețea sau capacitatea de a trăi sau de a exista. Cuvântul vitalitate este derivat din cuvântul latin vita, care înseamnă viață.
Vitalitatea este caracterul a ceea ce este viu; intensitate a proceselor de viață, putere de viață, vigoare vitală: energie, forță, dinamism. Poate fi definită și drept capacitatea sistemului organic și a celui psihic de a-și menține echilibrul, a  se regenera și a evita disfuncționalitățile și involuția. Vitalitatea este asigurată nu numai prin profilaxie, igienă, evitarea exceselor și privațiunilor, dar și prin întreținerea funcțiilor psihosomatice prin antrenament și activitate.

## Biologie
În afara de propria ei existență sau sursă, viața este recunoscută prin unele forme de exprimare sau printr-o anumită dinamică. Un organism viu își simte propria viață prin intermediul unor experiențe dinamice interne, care nu sunt observabile din exterior. 

## Jainismul
Potrivit filozofiei jainiste, există zece vitalități sau principii de viață:
- Cele cinci simțuri
  - Pipăitul
  - Gustul
  - Mirosul
  - Văzul
  - Auzul
- Energia
- Respirația
- Durata de viață
- Organul vorbirii
- Mintea

Tabelul de mai jos rezumă vitalitățile pe care le posedă ființele vii în funcție de simțurile lor.
| Simțuri | Numărul vitalităților | Vitalități                                                         |
| ------- | --------------------- | ------------------------------------------------------------------ |
| Unul    | Patru                 | Simțul pipăitului, energia corpului, respirația și durata de viață |
| Două    | Șase                  | Simțul gustului și organul vorbirii pe lângă primele patru         |
| Trei    | Șapte                 | Plus simțul mirosului                                              |
| Patru   | Opt                   | Plus simțul văzului                                                |
| Cinci   | Nouă                  | Plus simțul auzului (fără minte)                                   |
| Cinci   | Zece                  | Plus mintea                                                        |

Potrivit principalului text jainist, Tattvarthsutra: „pierderea unei vitalități este o daună adusă pasiunii”.

## Planificare urbană
În contextul planificării urbane, expresia „vitalitatea unui loc” se referă la capacitatea sa de a crește sau de a-și dezvolta nivelul activității sociale și economice.